# Un gentleman amateur
Pour plus de détails, voir Fiche technique et Distribution.
Un gentleman amateur (The Amateur Gentleman) est un film américain de Sidney Olcott, sorti en 1926 avec Richard Barthelmess comme vedette.

## Fiche technique
- Titre original : The Amateur Gentleman
- Réalisation : Sidney Olcott

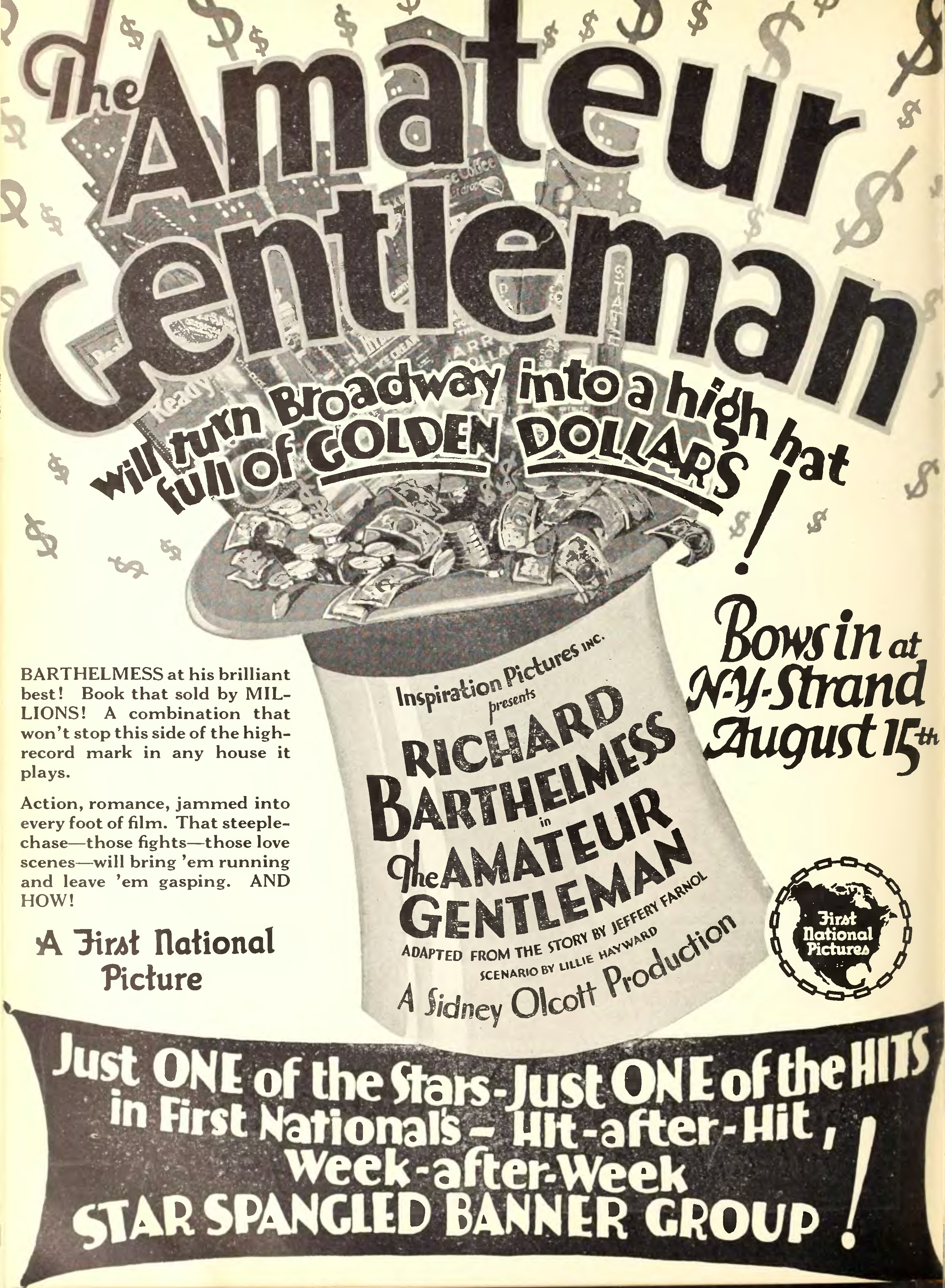
Annonce pour le film dans Motion Picture News en 1926.

- Scénario : Lillie Hayward d'après le roman de Jeffery Farnol
- Directeur de la photo : David W. Gobbett
- Montage : Tom Miranda
- Durée : 79 min.
- Dates de sortie : 
  - États-Unis :  29 août 1926 (New York)
  - France : 6 avril 1928 (Paris)
- Distribution : First National Pictures

## Distribution
- Richard Barthelmess : Barnabas Barty
- Dorothy Dunbar : Lady Cleone Meredith
- Gardner James : Ronald Barrymaine
- Nigel Barrie : Sir Mortimer Carnaby
- Brandon Hurst : Peterby
- John Miljan : Vicomte Devenham
- Edwards Davis : John Davis
- Billie Bennett : Duchesse de Camberhurst
- Herbert Grimwood : Jasper Gaunt
- Gino Corrado : Prince régent
- Sidney De Gray : Capitaine Chumley
- Hans Joby : Capitaine Slingsby
- Samuel S. Hinds non crédité

## Autour du film
Sidney Olcott a été engagé par Inspiration Pictures pour tourner trois films avec Richard Barthelmess. Les deux autres sont Ranson's Folly et Sous le regard d'Allah (The White Black Sheep).
Le film a été tourné aux studios Clune, 5300 Melrose avenue et dans la maison de Samuel S. Hinds, à Pasadena, Los Angeles.
Une copie est conservée à la George Eastman House, à Rochester, New York.